# Black Box: The Complete Original Black Sabbath (1970-1978)
Black Box: The Complete Original Black Sabbath (1970-1978) è un cofanetto contenente i primi otto album in studio (in versione rimasterizzata) del gruppo heavy metal Black Sabbath, appartenenti al periodo iniziale con il cantante Ozzy Osbourne. Questo prodotto è stato distribuito solamente negli Stati Uniti, in Canada e in Australia.

## I dischi
- 1970 - Black Sabbath
- 1970 - Paranoid
- 1971 - Master of Reality
- 1972 - Black Sabbath, Vol. 4
- 1974 - Sabbath Bloody Sabbath
- 1975 - Sabotage
- 1976 - Technical Ecstasy
- 1978 - Never Say Die!

## Formazione
- Ozzy Osbourne: voce
- Tony Iommi: chitarra
- Geezer Butler: basso
- Bill Ward: batteria